# 富山市民球場アルペンスタジアム
富山市民球場アルペンスタジアム（とやましみんきゅうじょうアルペンスタジアム、英: Toyama Municipal Baseball Stadium ALPEN STADIUM）は、富山県富山市にある野球場。施設は富山市が所有し、富山市スポーツ協会が指定管理者として運営管理を行っている。
愛称を含めた上記の名称が施設の正式名称となっている。

## 建設の経緯と概要
富山市内には、市内中心部西側の富山大学隣接地に県営富山野球場（1950年完成、現在も存続）があり、高校野球や社会人野球など各種アマチュア公式戦をはじめ、プロ野球公式戦も開催された。特に読売ジャイアンツ（巨人）の創設者で、「プロ野球の父」とも言われる正力松太郎が富山県の出身である縁もあって、巨人が年間1カード、石川県立野球場との2連戦形式で北陸シリーズを開催するなどプロ各球団が公式戦を開催してきた。しかし、老朽化で敷地が狭隘であるため大規模な増改築やナイター設備の追加設置が望めないことから、富山県内ではプロ野球を開催できる本格的な野球場の建設を求める声がかねてから上がっていた。
そこで富山市が市制100周年の記念事業のひとつに「市民球場の建設」を掲げて事業着手し、1992年（平成4年）7月1日に北陸地方では初の全面人工芝の野球場として完成した。3万人を収容できるスタンドを有し、両翼99.1 m、中堅122 m、ナイター設備、磁気反転式スコアボード等の設備を持つ。愛称「アルペンスタジアム」は公募により決められ、建設時の仮称であった「富山市民球場」と組み合わせて正式名称として命名された。収容人数3万人クラスの野球場は日本海側では初、本格的なナイター設備を備えた野球場も富山県内では初のものだった。開場以来、社会人野球・高校野球など各種アマチュア野球公式戦に幅広く使用されている。
内野スタンドからは、晴れた日には立山連峰を望むことができる風光明媚なスタジアムである。内野スタンドの外周が回廊状になっている姿は、明治神宮野球場などによく似ている。スタンドは大きく分けて、鉄骨鉄筋コンクリート造のメインスタンド（内野）と、土盛りの外野スタンドの2つの構造物から成っている。

## 改修工事など
開場時は、ポール際のファールゾーンのスタンドも外野スタンド同様芝生席だったが、1996年のオールスター戦開催時に、ベンチ席に変更している。しかし、完成から30年以上が経過しており、設備が陳腐化している面もあった。
2006年6月には内野部分のみ人工芝の張り替えを行った。開場時はメンテナンス軽減を目的にフィールド部には砂入り人工芝を採用したが、この張り替えの際に使用を取りやめている。2010年4月に全面をロングパイル人工芝に張り替え、同時にフェンスの緩衝材も新調した。
2023年には、設置後30年以上が経ち老朽化が著しかった磁気反転式スコアボードとサブスコアボード両方を、LEDフルカラー表示ボードへの更新と、スピードガンの更新、また新たに、ハイビジョンカメラの設置を予定していたが、この他にも、メインスピーカーの更新や外野スタンド用のスピーカー新設など併せて行い、同年3月27日に改修が完了した。なおスコアボードには1億5290万円、音響設備には6215万円の事業費がかかっている。
2024年秋から人工芝をプロ野球球団のホーム球場で使用されているものと同一のタイプに張り替える工事が実施され、2025年3月30日にリニューアル記念イベントが催された。

## 使用状況

### NPB
NPB公式戦はオープンした1992年から開催されるようになり、同年7月4日にはオープニングイベントとして阪神タイガース対広島東洋カープ戦がナイターで実施された。1995年（平成7年）10月7日には読売ジャイアンツ（巨人）二軍対近鉄バファローズ二軍のファーム日本選手権、翌1996年（平成8年）7月23日には地方都市では初となるオールスターゲームの第3戦が開催された。この試合では地元出身でテスト生から這い上がり、初出場した田畑一也も1回を無失点に抑えて凱旋登板を飾った。
セントラル・リーグの公式戦は開場以来、中日ドラゴンズ（1992年 - 2014年、2016年）と広島東洋カープ（隔年開催だったが、新潟県立野球場開場以降は不定期）の主催により年間1 - 2試合が開催されている（2017年は開催なし）。先述の通り富山県が正力の出身地であることや、巨人ファンの多い県民の間では巨人主催公式戦の開催を待望する声が上がっていたものの開場翌年の1993年に1試合開催されたのを最後に、15年間実現しなかった。しかし2008年、15年ぶりに巨人の北陸シリーズが復活。8月7日に開催された対横浜ベイスターズ戦にはほぼ満員の約2万2000人の観客が詰め掛けた。その後も巨人主催の公式試合が開催されている。
パシフィック・リーグ公式戦は2005年7月27日の千葉ロッテマリーンズ対西武ライオンズ戦から、2017年9月5日の北海道日本ハムファイターズ対東北楽天ゴールデンイーグルスまで、12年間開催が途絶えていた。
2000年代後半以降は日本生命交流戦での中日主管の対パ・リーグ勢の試合が割り振られることがあった（2010年の日本ハム戦は降雨中止 → 6月16日にナゴヤドームで代替開催）。2011年はセ・リーグ同士の対戦となるヤクルト戦が予定されたが、前日の金沢を含め2日間連続の雨天中止となった。
2009年10月3日には14年ぶりにプロ野球・ファーム日本選手権が開催され、中日二軍が巨人二軍を下している。
2023年7月18日にプロ野球フレッシュオールスターゲームが開催された。当地での開催は2011年以来12年ぶりであった。
2024年1月に発生した令和6年能登半島地震を受け、NPBは北陸地方復興支援の一環として2026年（令和8年）のオールスターゲームを当球場で開催することを決定した。

### 独立リーグ
2007年（平成19年）からベースボール・チャレンジ・リーグ（初年度のみ「北信越ベースボール・チャレンジ・リーグ」）の富山サンダーバーズ→富山GRNサンダーバーズが公式戦を開催した。チーム発足当時はホームゲームの中で開催試合数は上位に位置し、何度かシーズン最多開催球場ともなっていた（リーグの方針で特定の本拠地球場を設けなかった）。しかし、2015年に高岡西部総合公園野球場（ボールパーク高岡）がオープンしてからは、メインの開催球場ではなくなった。この傾向はチームが日本海オセアンリーグの所属となった2022年においても同様で、富山県開催のホームゲーム（日本海オセアンリーグは「セントラル開催方式」を導入するため、他県でもホームゲームを開催する）の中では高岡西部（7試合）、県営富山野球場（4試合）に次ぐ2試合が予定され、1試合は雨天で他球場に振替となり実施は1試合だった。ただし、リーグ初のオールスター戦が7月16日に当球場で実施された。チームが日本海リーグの所属となった2023年も1試合の開催であった。

### 高校野球
高校野球富山大会では、完成した1992年以来、一回戦から決勝戦までメイン会場として使用されていたが、新湊高校が優勝した1999年大会を最後に、翌年以降は準決勝・決勝戦のみの使用にとどまっている（2015年のみ、高岡西部総合公園野球場で開催のため使用せず）。

### 野球以外
1993年のJリーグ開幕を前に、1992年8月6日の夜に読売サッカークラブ対日産自動車サッカー部の試合が行われ、3万人の観衆の中1-1の引き分けに終わった。当時、富山市内にはサッカー競技も可能な富山県五福公園陸上競技場があったがナイトゲームに必要な照明設備がなかった。外野部分を中心にサッカーフィールドを急造したが、読売の北沢豪、石川康、都並敏史の3選手がケガをする結果となった。

## 施設概要
- グラウンド面積：14,200 m2
- 両翼：99.1 m、中堅：122 m
- 内外野：ロングパイル人工芝（アストロピッチSL PRO）
  - 2009年まではショートパイル人工芝（アストロターフ）であった。
- スコアボード：フルカラーLED表示（大型映像モニター装置兼用。表示画面サイズ - 幅20.16m、高さ7.68m）[4]
  - 旧スコアボード : 磁気反転式（幅33m、高さ12.6m）[2]
- 照明設備：6基
- 収容人員：30,003人（内野：17,003人＝椅子席、外野：13,000人＝芝生席）
- NPB公式戦フェンス広告貼付あり

## 交通アクセス
アルペンスタジアムは富山市北東側の郊外の、住宅と田畑が混在する地域にある。アクセス道路である富山県道171号浜黒崎宮町線（当時は浜黒崎田中線）のバイパス（下飯野 - 宮町間1,020m区間）が同球場完成に合わせて1989年9月着工、1992年6月24日に完成、同年7月1日に開通しているためマイカーでのアクセスは問題無いが、最寄駅である東富山駅や、富山駅など市内中心部からスタジアム近くまで直行する定期バスの本数は少なく、駐車場も収容台数が少ないなど、交通の便はあまりよくない。プロ野球公式戦等が開催される場合には富山駅から臨時の直通バスが運行される。2021年3月の東富山駅東口供用により、最寄り駅からの徒歩によるアクセスが改善された。
- 富山駅正面口4番のりばより富山地方鉄道バス
  - 「直行・運転教育センター」「西町経由 運転教育センター・済生会病院」行で「運転教育センター」下車後徒歩約5分
  - もしくは同バス「荒町・水橋経由 中滑川・滑川駅前」「荒町経由 水橋東部団地」行で「針原小学校前」下車後徒歩約15分
  - プロ野球等開催時には富山駅正面口より臨時バスあり
- 富山駅地鉄ビル前のりばより富山地方鉄道バス
  - 「県リハビリセンター」行で「下飯野」下車後徒歩約10分
    - 本数こそ少ないが、最寄駅の東富山駅と球場付近を結ぶ唯一のバス路線である。
- あいの風とやま鉄道東富山駅東口から約1.7km（徒歩約25分、またはタクシー約10分）

- 北陸自動車道・富山ICから国道41号経由で約30分
- 北陸自動車道・流杉スマートICから県道3号・県道56号経由で約20分
- 国道8号（富山高岡バイパス）金泉寺交差点から約5分

## NPB試合での出来事
富山の乱
1993年6月8日の読売ジャイアンツ対ヤクルトスワローズ戦の初回表、巨人の先発宮本和知がヤクルトの古田敦也に死球すれすれの球を2球投げ、3球目も内角を投げたところ死球になってしまい、両チームが飛び出し睨み合いとなった。更に次の打者広沢克巳がフェンス直撃のヒットを放ち、一塁の古田が一気にホームを狙ったがクロスプレーでタッチアウト。そのクロスプレーでタッチの際に吉原孝介がスライディングした古田に対して報復とばかりにボールで殴りつけるようなタッチを連発。それに対しヤクルトのジャック・ハウエルが吉原に詰め寄り激怒、遂に両チーム総出の大乱闘に発展してしまう。この大乱闘でハウエル、吉原が共に暴力行為で退場となった。
デストラーデの投手起用
1995年5月9日のオリックス・ブルーウェーブ対西武ライオンズ戦、9-0でオリックスのワンサイドゲームとなった8回裏、西武のオレステス・デストラーデがファンサービスを兼ねて投手として登板した。
ロバート・ローズがNPB初の3度目のサイクルヒット
1999年6月30日の横浜ベイスターズ対広島東洋カープ11回戦、横浜のロバート・ローズが自身3度目となるサイクル安打を達成した。当時サイクル安打の通算最多記録はローズと元阪神タイガースの藤村富美男、元阪急ブレーブスの松永浩美が記録した2回であったが、ローズはこの試合で日本プロ野球史上初の3回目の達成を記録した。この活躍もあり、試合は横浜が20-4で大勝している。
金本知憲が通算400号本塁打達成
2008年5月13日の広島東洋カープ対阪神タイガース6回戦、阪神の金本知憲の第4打席は9回表1死1塁。1－9で8点ビハインドの中、広島の横山竜士の投じた初球をフルスイング。打球は雨風をついてライトスタンドに入り、史上15人目の400号ホームランを達成した。

## ギャラリー

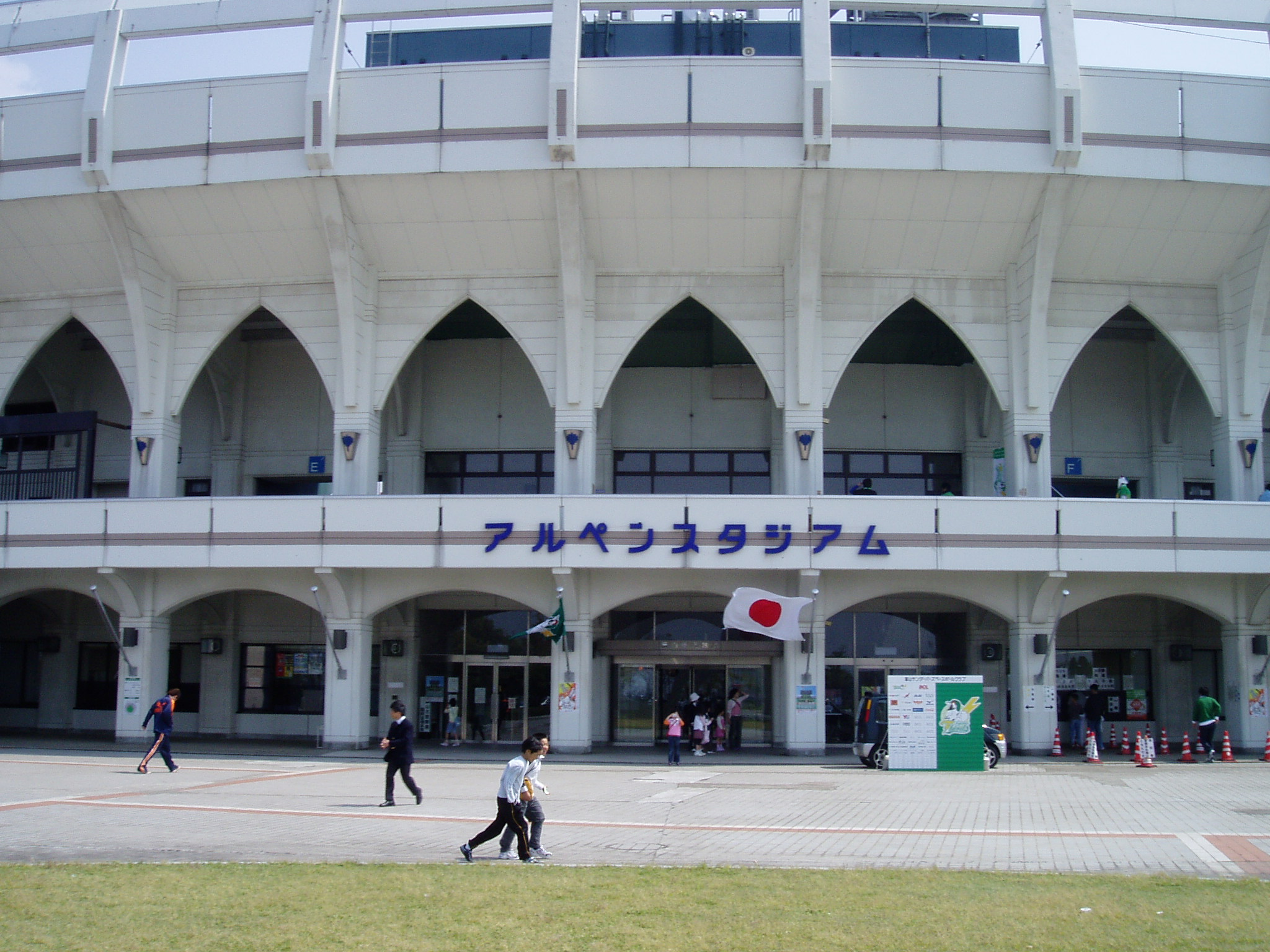
メインスタンド正面
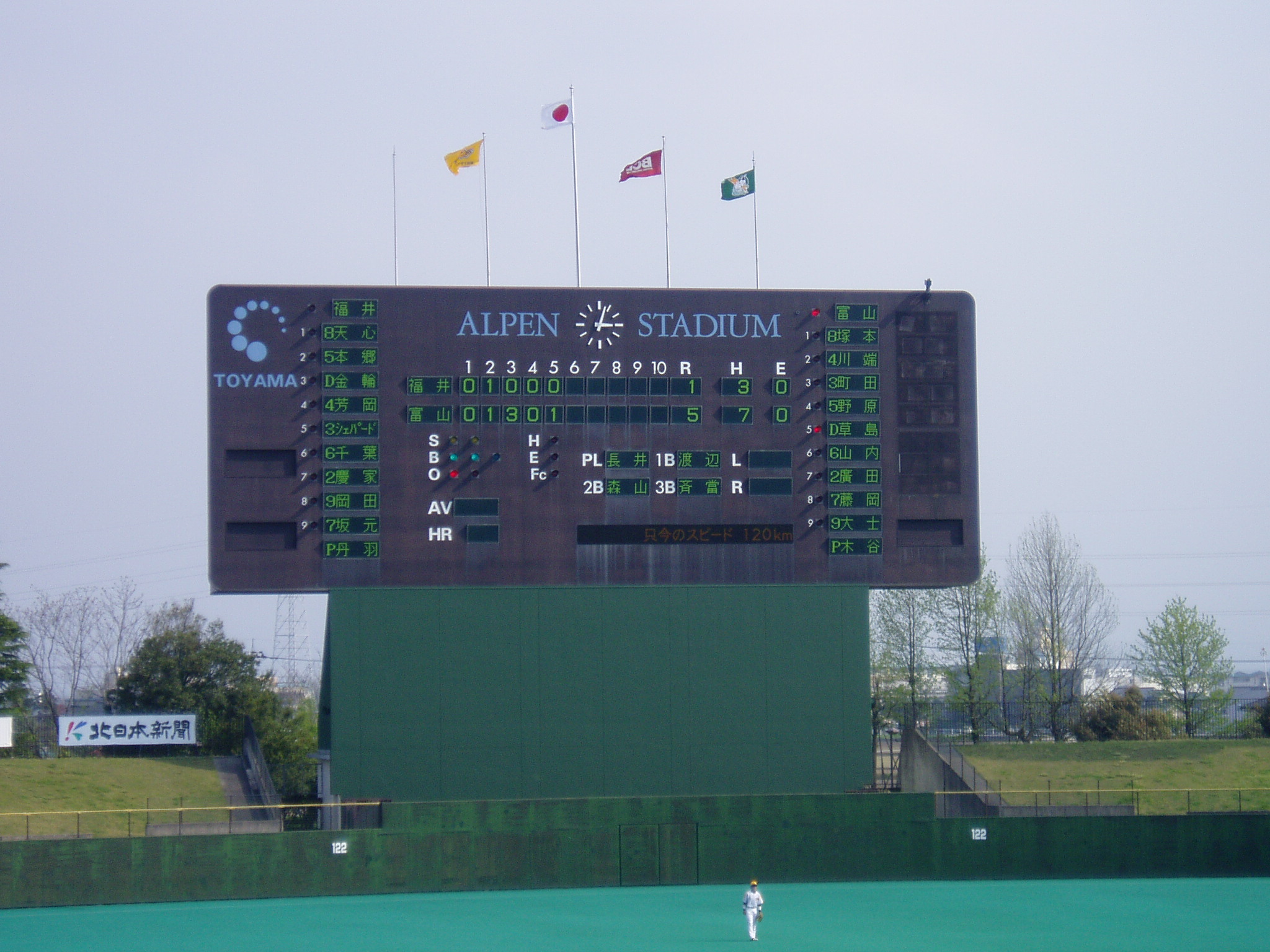
旧スコアボード